# Strażnica KOP „Bakszty Wielkie”

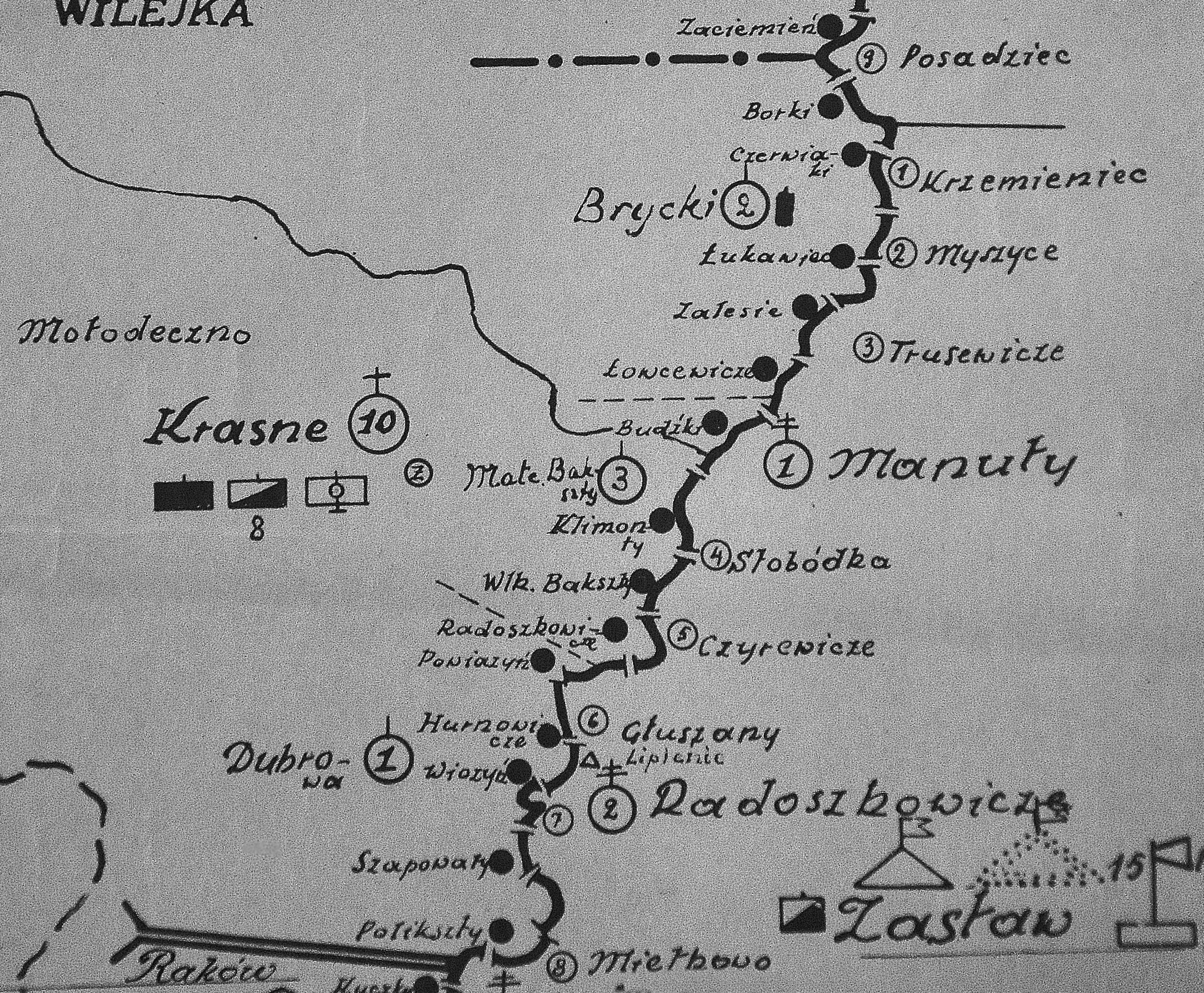
Rozmieszczenie batalionu KOP „Krasne” w 1931

Strażnica KOP „Bakszty Wielkie” – zasadnicza jednostka organizacyjna Korpusu Ochrony Pogranicza pełniąca służbę ochronną na granicy polsko-sowieckiej.

## Formowanie i zmiany organizacyjne
W 1924 w składzie 3 Brygady Ochrony Pogranicza został sformowany 10 batalion graniczny. W 1928 w skład batalionu wchodziło 17 strażnic. 1928-1934 Strażnica KOP „Bakszty Wielkie” znajdowała się w strukturze 3 kompanii KOP „Bakszty Małe” . W komunikacie dyslokacyjnym z 1938 nie występuje. Strażnica liczyła około 18 żołnierzy i rozmieszczona była przy linii granicznej z zadaniem bezpośredniej ochrony granicy państwowej.
W 1932 obsada strażnicy zakwaterowana była w budynku prywatnym.

## Służba graniczna
Podstawową jednostką taktyczną Korpusu Ochrony Pogranicza przeznaczoną do pełnienia służby ochronnej był batalion graniczny. Odcinek batalionu dzielił się na pododcinki kompanii, a te na pododcinki strażnic w sile półplutonu, które były „zasadniczymi jednostkami pełniącymi służbę ochronną”. Służba ochronna pełniona była systemem zmiennym, polegającym na stałym patrolowaniu strefy nadgranicznej, wystawianiu posterunków alarmowych, obserwacyjnych i kontrolnych stałych, patrolowaniu i organizowaniu zasadzek w miejscach rozpoznanych jako niebezpieczne, kontrolowaniu dokumentów i zatrzymywaniu osób podejrzanych, a także utrzymywaniu ścisłej łączności między oddziałami i władzami administracyjnymi. Strażnice KOP stanowiły pierwszy rzut ugrupowania kordonowego Korpusu Ochrony Pogranicza.
Strażnica KOP „Bakszty Wielkie” w 1932 ochraniała pododcinek granicy państwowej szerokości 6 kilometrów 615 metrów od słupa granicznego nr 546 do 559.
Sąsiednie strażnice:
- Strażnica KOP „Klimonty” ⇔ Strażnica KOP „Radoszkowice” - 1928[2], 1929[3], 1931[4] , 1932[5], 1934[6]